# Heradion naiadis
Heradion naiadis là một loài nhện trong họ Zodariidae.
Loài này thuộc chi Heradion. Heradion naiadis được Pakawin Dankittipakul & Rudy Jocqué miêu tả năm 2004.